# Ото Магнус фон Дьонхоф
Ото Магнус фон Дьонхоф (на немски: Otto Magnus von Dönhoff; * 18 октомври 1665, Берлин; † 14 декември 1717, Берлин) е граф на Дьонхоф във Варминско-Мазурско войводство, Полша, бранденбургски-пруски генерал-лейтенант и дипломат.

## Биография
Произлиза от полско-пруския благороднически род фон Дьонхоф. Той е най-големият син на граф Фридрих фон Дьонхоф (1639 – 1696), бранденбургски-пруски генерал-лейтенант, и съпругата му фрайин Елеонора Катарина Елизабет фон Шверин (1646 – 1696), дъщеря на фрайхер Ото фон Шверин (1616 – 1679) и Елизабет София фон Шлабрендорф (1620 – 1656). Внук е на граф Магнус Ернст фон Дьонхоф (1581 – 1642), войвода на Пярну в Естония, и бурграфиня и графиня Катарина фон Дона-Лаук (1606/1608 – 1659). Брат е на графовете Богислав Фридрих фон Дьонхоф (1669 – 1742), бранденбургски-пруски генерал-майор, Ернст Владислаус фон Дьонхоф (1672 – 1729), бранденбургски-пруски генерал-лейтенант, Александер фон Дьонхоф (1683 – 1742), пруски генерал-лейтенант, Фридрих Вилхелм фон Дьонхоф (1687 – 1738), Елеонора фон Дьонхоф (1674 – 1726), омъжена на 2 октомври 1692 г. за граф Йохан Албрехт фон Барфус (1635 – 1704), бранденбургски-пруски генерал-фелдмаршал, премиер-министър, и на Юлиана Шарлота фон Дьонхоф (1683 – 1733), омъжена за Йохан Лудвиг фон Шьонинг (1675 – 1715).
След пътуване през Франция и Англия Ото Магнус фон Дьонхоф следва от 1684 г. в Лайден. След това започва, както баща си, бранденбургска служба. Като капитан той се бие във Войната за Пфалцкото наследство. Той е ранен в битки и повишен на майор и на 10 октомври 1689 г. на полковник-лейтенант. На 9 февруари 1692 г. става полковник в регимента/полка на баща му, след неговата смърт командир на полка, губернатор на Мемел, камерхер и бригада-генерал.
През 1699 г., като таен съветник и пратеник, той отива във Виена, където императорът го издига на имперски граф. На 28 декември същата година Ото Магнус става военен генерал комисар. През 1701 г. получава новия орден на Черния орел. Като противник на граф Колбе фон Вартенберг през 1702 г. се оттегля от двора и живее в Мемел, където построява дворец Фридрихщайн (1709 –1714). След това неговата линия се нарича Дьонхоф-Фридрихщайн.
След свалянето на Вартенберг той се връща обратно, вече повишен на 8 септември 1703 г. на генерал-майор и на 6 януари 1706 г. на генерал-лейтенант. През 1711 г. кралят го номинира на първия пратеник при Мирния конгрес в Утрехт, който трае до 1713 г. През 1715 г. той участва в похода в Померания против Швеция. Тогава се обсажда и завладява Ханза град Щралзунд.
Ото Магнус фон Дьонхоф умира на 52 години на 14 декември 1717 г. в Берлин.

## Фамилия
Ото Магнус фон Дьонхоф се жени на 8 септември 1701 г. в Берлин за бургграфиня и графиня Амелия Луиза фон Дона-Шлобитен (* 22 май 1686, Стокхолм; † 23 септември 1757, Елбинг), дъщеря на граф и бургграф генерал-фелдмаршал Александер фон Дона-Шлобитен (1661 – 1728) и графиня и бургграфиня Емилия (Амалия) Луиза фон Дона-Карвинден (1661 – 1724). Те имат десет деца:
- Фридрих фон Дьонхоф (* 30 септември 1702; † 24 юли 1706)
- Шарлота Елеонора Амалия Доротея фон Дьонхоф (* 24 септември 1703, Берлин; † 16 март 1762, Волфсхаген), омъжена на 28 март 1723 г. в Берлин за братовчед си граф Ото фон Шверин (* 5 юни 1684; † 2 януари 1745), син на граф Ото фон Шверин (1645 – 1705) и фрайин Ирмгард Мария фон Викрадт (1651 – 1730)
- Вилхелм Лудвиг фон Дьонхоф (* 19 август 1705 – ?)
- Александер Ото фон Дьонхоф (* 3 юли 1707; † 29 юли 1707)
- София Елеонора фон Дьонхоф (1707 – 1707)
- Фридрих фон Дьонхоф (* 8 декември 1708; † 30 март 1769), граф на Дьонхоф, полковник, женен на 8 юни 1740 г. за София Вилхелмина фон Камеке (* 24 септември 1712; † 1 декември 1758), дъщеря на пруския държавен министър генерал-майор Паул Антон фон Камеке 'Великия Камеке' (1674 – 1717) и Илза Анна фон Брюнов (1674 – 1749)
- Филип Ото фон Дьонхоф (* 4 март 1710, Мемел; † 25 април 1787, Квитайни, Полша), женен на 16 септември 1742 г. за бурграфиня и графиня Амалия фон Дона-Шлодиен (* 12 октомври 1723; † 8 май 1798), внучка на Кристоф I фон Дона-Шлодиен, дъщеря на бурграф и граф Карл Флорус фон Дона-Шлодиен (1693 – 1765) и бугфрафиня и графиня Йохана Шарлота фон Дона-Шлобитен (1699 – 1726)
- Луиза Елеонора фон Дьонхоф (* 31 декември 1712; † 10 май 1763), омъжена за граф Ернст Фридрих Финк фон Финкенщайн (* 16 септември 1698; † 5 юни 1753), син на Албрехт Кристоф Финк фон Финкенщайн (1662 – 1730) и Арнолда Шарлота фон Кройтцен (1673 – 1749)
- София Доротея фон Дьонхоф (* 5 май 1715; † 25 октомври 1778)
- Вилхелмина фон Дьонхоф (* 15 август 1717; † 13 август 1719)

Вдовицата му Амелия Луиза фон Дона-Шлобитен се омъжва втори път 1725 г. в Кьонигсберг за граф Фридрих Вилхелм фон Шверин (* 28 юли 1678, Берлин; † 6 август 1727, Валслебен), син на граф Ото фон Шверин (1645 – 1705) и фрайин Ирмгард Мария фон Викрадт (1651 – 1730).